# Ранавеј Беј (Тексас)
Ранавеј Беј (енгл. Runaway Bay) град је у америчкој савезној држави Тексас. По попису становништва из 2010. у њему је живело 1.286 становника.

## Демографија
Према попису становништва из 2010. у граду је живело 1.286 становника, што је 182 (16,5%) становника више него 2000. године.
| Група             | 2000.         | 2010.         |
| Белци             | 1.073 (97,2%) | 1.158 (90,0%) |
| Афроамериканци    | 5 (0,5%)      | 2 (0,2%)      |
| Азијати           | 5 (0,5%)      | 3 (0,2%)      |
| Хиспаноамериканци | 14 (1,3%)     | 92 (7,2%)     |
| Укупно            | 1.104         | 1.286         |